# Joseph de Naples et Sicile (1781-1783)
Joseph de Naples et de Sicile (18 juin 1781 – 19 février 1783) est un prince de Naples et de Sicile. Né au Palais royal du royaume de Naples, le prince Joseph est membre de la dynastie capétienne de Bourbon. Il meurt à l'âge de deux ans de la variole le 19 février 1783 au palais de Caserte.

## Biographie
Giuseppe était le plus jeune des fils de Ferdinand IV de Naples. Sa mère était la fille de l'impératrice Marie-Thérèse et ainsi la sœur de Marie Antoinette.
Membre de la Maison de Bourbon, il fut prince de Naples et de Sicile dès sa naissance. À sa naissance, il était troisième dans l'ordre de succession après son frère François, duc de Calabre, et le prince Gennaro.
À l'âge d'un an, Joseph attrapa la variole, une maladie qui avait déjà emporté son frère aîné, Charles, en 1778. Joseph mourut et fut enterré à la Basilique Santa Chiara de Naples.

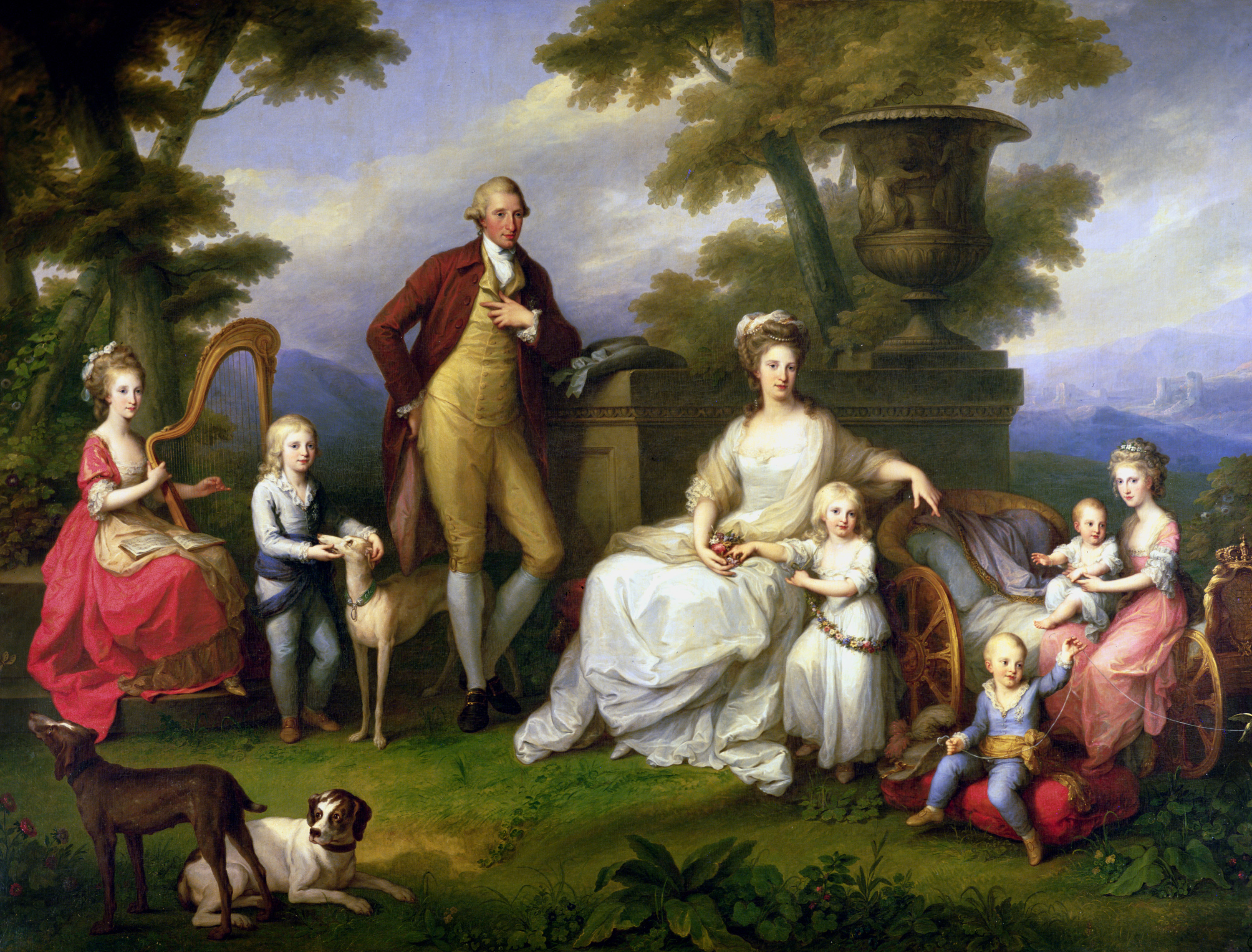
La famille royale de Naples et Sicile en 1783, par Angelica Kauffmann ; (de gauche à droite) la princesse Marie-Thérèse ; le prince François ; leur père le roi Ferdinand ; leur mère, Marie-Caroline d'Autriche, tenant la princesse Marie-Christine ; le prince Gennaro (mort en 1789) ; la princesse Marie-Amélie dans les bras de la princesse Louise ; le septième enfant du couple royal mourut lors d'une fausse couche pendant la préparation du tableau. L'artiste peint un voile au-dessus de l'enfant, qui était déjà peint dans le berceau.

## Titres et styles
- 18 juin 1781 - 19 février 1783 : Son Altesse Royale le prince Joseph de Naples et de Sicile